# Шотландско-норвежская война
Шотландско-норвежская война — вооружённый конфликт между Шотландским королевством и королевством Норвежским из-за спорной территориальной принадлежности ряда островов у побережья Шотландии, имевший место в 1262—1266 годах.

## Причины и предпосылки
Право норвежской короны на Гебридские острова начал оспаривать ещё в 1240-х годах шотландский король Александр II, в течение долгого времени предлагавший купить Гебриды у норвежцев. На все предложения шотландцев норвежский король Хакон Хаконарсон неизменно отвечал отказом, в результате чего взошедший на шотландский престол в 1262 году Александр III Славный предъявил ему ультиматум, заявив, что если Хакон не согласится продать ему острова, то он отберёт их силой.

## Ход военных действий
В ответ на требования Александра Шотландского Хакон собрал крупный флот (около 120 военных кораблей) и с двенадцатитысячной (по примерным оценкам) армией отплыл из Норвегии, чтобы защитить свои шотландские владения. Прибыв на остров Арран, он начал переговоры с Александром III, который надеялся затянуть их до начала сезона штормов. Поняв план противника, норвежский король атаковал первым, однако его флот попал в сильную бурю и понёс значительные потери, в результате чего Хакону пришлось отступить.
В 1263 году норвежцы вновь предприняли попытку напасть на Шотландию, однако потерпели поражение в битве при Ларгсе. Это сражение, не самое крупное и кровопролитное, тем не менее, ознаменовало фактическую победу Шотландии в войне. Хакон с войском отплыл на Оркнейские острова, где внезапно умер в декабре 1263 года.
Преемник Хакона вынужден был уступить Александру III остров Мэн и Гебридские острова, однако сохранил за собой Оркнейские и Шетлендские острова.

## Завершение войны
Несмотря на то, что к 1264 году шотландцы уже фактически завоевали Гебриды, официально война завершилась заключением мирного договора в Перте в 1266 году. Согласно его условиям, шотландцы покупали Гебриды за 4 тысячи марок единовременной выплатой и систематические выплаты по 100 марок в год в течение нескольких лет.

## В художественной литературе
- Сигрид Унсет. «Улав, сын Аудуна из Хествикена» (1925)